# Korten på bordet (musikalbum)
Korten på bordet är ett samlingsalbum av den svenske rockartisten Tomas Ledin, utgivet på skivbolaget Polydor 1980. Skivan utgavs som en dubbel-LP och har aldrig återutgivits.

## Låtlista

### Första skivan
1. "På vingar av stål"
2. "Festen har börjat"
3. "Lura gärna nå'n annan"
4. "Ensammen om natten"
5. "De-danz-danz-danz-de-danza"
6. "Knivhuggar-rock"
7. "Tagen på bar gärning"
8. "Blå, blå känslor"
9. "I natt är jag din"

### Andra skivan
1. "Minns du Hollywood"
2. "Du och jag och sommaren"
3. "Charlie Chaplin"
4. "Mademoiselle"
5. "Det ligger i luften"
6. "Watching the People"
7. "There Is a Sun Rising in the Morning"
8. "Sakta kommer ljuset"
9. "Innan morgonen kom"
10. "Det händer så lätt"
11. "Efter vinter kommer vår"

### Fotnoter
1. ↑  ”Tomas Ledin”. Svensk mediedatabas. http://smdb.kb.se/catalog/search?q=Tomas+Ledin&x=0&y=0. Läst 15 januari 2013.